# Octavia Nasr
Pour les articles homonymes, voir Nasr.
Octavia Nasr, née en 1966 à Beyrouth, est une journaliste américano-libanaise et d'origine palestinienne. Elle a travaillé pour la chaîne d'information en continu américaine CNN de 1990 à 2010, en tant que rédactrice en chef chargée du Moyen-Orient.
De 1993 à 2003, elle présente le émissions CNN International’s World News et CNN World Report.
Elle est virée de CNN le 7 juillet 2010, après avoir loué sur Twitter le défunt chef spirituel du Hezbollah Libanais Mohammad Hussein Fadlallah. Ce tweet a suscité la polémique à l’époque, et la journaliste fut accusée de prise de position avec le mouvement considéré comme organisation terroriste par les États-Unis. 
Elle présente depuis septembre 2012 l'émission de télévision féminine Kalam Nawaem sur la chaîne saoudienne MBC 1.